# かんちゃま
ぽんちゃま（1975年7月17日 - ）は、日本のお笑い芸人（ピン芸人）。本名、菅野 総一郎（かんの そういちろう）。愛媛県松山市出身。ラフィーネプロモーション所属。たけし軍団の一員。かつてはオフィス北野に所属していた。

## 略歴
愛媛県立松山南高等学校卒業。鳴門教育大学幼稚教育専攻を中退。
以前コンビを組んでいた時は「しこ名バリカン山」というコンビ名で大滝エージェンシーに所属。当時の相方は敏鎌栄佑。その後、元「うえきばち」の岡本大樹と「熱演賞」を結成。さらに、「フラワーオンザヘッド」や、「3人ズ」というトリオ、「ふんわりふわふわ」など何組かのユニットを経て、ピン芸人「チェリーボーイ」でしばらく活動を続ける。オスカープロモーションなど様々な事務所を経て、2010年8月1日よりオフィス北野に所属。本人曰くスカウトが来たとのこと。
2012年、姓名判断を学び、改名して売れたスギちゃんに倣って「かんちゃま」に改名（後々画数を数え間違っていたことが発覚）。
その後、元たいようのまつもとしん児とコンビ「ぱわぁすぽっと」を結成。2014年にコンビ名を「おまたせ」に改名。ピン芸人と漫才コンビの二足のわらじを履いていたが2014年11月に解散。
2018年、オフィス北野を退所し、ラフィーネプロモーションへ移籍。
2020年、「かんちゃま」から「ポンちゃま」に改名することを発表。しかし事務所のマネージャーから許しを得られておらずライブに出演した際にはどちらとも併記されるというややこしい状態となっていたが、2022年からは公式サイトのプロフィール欄で「ぽんちゃま」と正式に表記されている。

## 芸風
- いつも胸にさくらんぼの絵とCHERRYの文字が描かれた白いシャツと白いズボンを着用し、頬には濃いめのチークを入れている。
- 基本的には、ハリウッド女優との初体験のために童貞を守っているという自己紹介ネタ。
- チェリーボーイをキャラにしているが既婚。2014年に男児を、2017年に女児をもうける。
- 色んな経験がナイッ！というシリーズネタをやっている。
- もちギャグは「ナイッ！ないんだよ～」、「パオッ！」、「イェーーイ！」、「ばかやろうトゥマイセルフ」など。
- 口癖は「そうだぞ～」、「良かったね～」など。
- 怪我による松葉杖生活を送っていた時に「クランケ総一郎」なるキャラも登場した。
- 「どすこい!みかん山」という関取のキャラクターで、相撲のあるあるネタを言うものもある。
- ドロボーイという泥棒キャラはすべったため一回しか披露していない。
- 蝶野正洋のベビーフェイス時代に素顔が似ているため、蝶野正洋のモノマネをすることも。
- そのほか、ナスカ涼・マイケルジャクンソ・ツチノコちゃん・マザーテレサちゃま・タイムスリッパー菅野などのキャラがあるが、既に封印されたものも多い。
- 漫才でも基本的にキャラはチェリーボーイのまままったくかわらない。
- 全ての芸歴を捨てて芸歴1年目と芸歴詐称して舞台に立っている｡

## エピソード
- R-1ぐらんぷり2010の2回戦に落ちたら全身の体毛を剃ると公言するも、大阪で落ちる。交通費2万円をかけていったにもかかわらず、ドンズベリだったためショックすぎてウナギを食べる。お金をいくら使ってもいいという気持ちになり、さらに整体にも行ったらしい。本人曰く「大阪旅行にすりかえた」とのこと。
- 「やりすぎコージー」の「2009年 今年売れそうな若手お笑い芸人ランキング」で46位に選ばれる。
- キャプテン渡辺とお互いにブログで罵倒しあっているが本当は仲がよく、「ゴッドとブッダ」というトークライブを２人で毎月開催している。
- ニコニコ動画のお笑いチャンネル「ニコニコ笑イブ」で予告なしに実の母親に電話をかけて金の無心をしたら1万円もらえた。
- ファンのフリしてネタ動画をyoutubeにアップしたり、Wikiを自分で加筆していることを自身のブログで暴露する。
- PC操作に明るく、ライブの映像制作や他芸人のHP制作を請け負うことも多い。
- おしりが非常に硬く、どんなキックをくらっても微動だにしないと自負している。
- 「ピラミッドの石運びのバイトをしていた」という噂が芸人の間でまことしやかに語り継がれている。

## 出演

### バラエティ
- エンタの天使 第1回（日本テレビ） - キャッチコピーは「ひとりぼっちのさくらんぼ」
- 天下取ります（あっ!とおどろく放送局）
- テレ遊びパフォー!（NHK総合テレビ） - 『どすこい!みかん山』として出演。のちにチェリーボーイ名義としても出演。
- イツザイ（2009年8月1日・9月12日、テレビ東京）（パフォー!×イツザイ コラボスペシャル）『どすこい!みかん山』として
- シンガタ（2010年11月6日、第5回放送、日本テレビ）
- 学生才能発掘バラエティ 学生HEROES!（テレビ朝日）- 2014年3月5日
- 有田チルドレン（TBSテレビ）- 2015年5月26日 - 「子どもにウケるリズムネタ芸人オーディション」で「オノマトペ」「長与千種」「菜々緒」「クランケ総一郎」を披露し、パニーニとともに見事番組初の有田軍団合格を決めた。
- 前略、西東さん（中京テレビ）- 2015年8月29日
- Momm!!（モム）〜中居くん家で芸能人がのんびりおしゃべり〜（TBSテレビ） - 2015年10月26日
- ビートたけしの知らないニュース（テレビ朝日）- 2016年1月3日
- 有田ジェネレーション（TBSテレビ）- 2016年5月9日
- オールスター後夜祭（2018年10月7日[2]、TBS）
- バラエティ開拓バラエティ 日村がゆく（2019年4月3日、AbemaTV）苦労芸人ネタGP[3]

### 映画
- 第三病棟の鬼（2011年11月公開、オカシネマ）
- 精霊夜曲〜最も古い首つりの木〜（2012年2月公開、オカシネマ）

### 舞台
- 愛を語るにはまだ早い（2009年11月）